# Khwadja-i Djahan Turk
Khwadja-i Djahan Turk (Malik Shah) fou un alt dignatari bahmànida. Quan el sultà Ala al-Din Humayun va pujar al tron el 1458, va afavorir la facció estrangera o afaki i va nomenar com a wazir i wakil-i saltana a Mahmud Gawan, designant a Malik Shah, un genguiskànida, com a tarafdar (governador) de Telingana amb el títol de khwadja-i djahan. En endavant Malik Shah fou conegut com a Khwadja-i Dajahan Turk. Es va destacar com a cap militar sota Ala al-Din Humayun (458-1461) i sota el jove Nizam al-Din Ahmad III (1461-1463) i fou part del consell de regència; les seves males relacions amb la reina van provocar el seu assassinat el 1465/1466.